# مورچه‌مرغ پولکدار
مورچه‌مرغ پولکدار (نام علمی: Myrmoderus squamosus)، گونه‌ای از پرندگان خانواده مورچه‌مرغان (Thamnophilidae) و بومی برزیل است. زیستگاه طبیعی آن جنگل‌های جلگه‌ای نمناک نیمه‌گرمسیری و جنگل‌های کوهستانی نمناک نیمه‌گرمسیری یا گرمسیری است.